# モイゼス・ドゥケ
モイゼス・ロドリゲス・ドゥケ（Moises Rodrigues Duque、1988年12月11日 - ）は、ブラジルのラグビーユニオン選手。

## プロフィール
- ブラジル、サン・ジョゼ・ドス・カンポス出身。
- ポジションはセンター(CTB)。
- 身長 175cm、体重 92kg
- ブラジル代表キャップは55（2020年8月現在）。
- リオ五輪の7人制ブラジル代表に選ばれた[1]。

## 略歴
ブラニャック、サン・ジョゼを経て、2020年、コリンチャンスに加入。